# Aprendizaje-servicio solidario

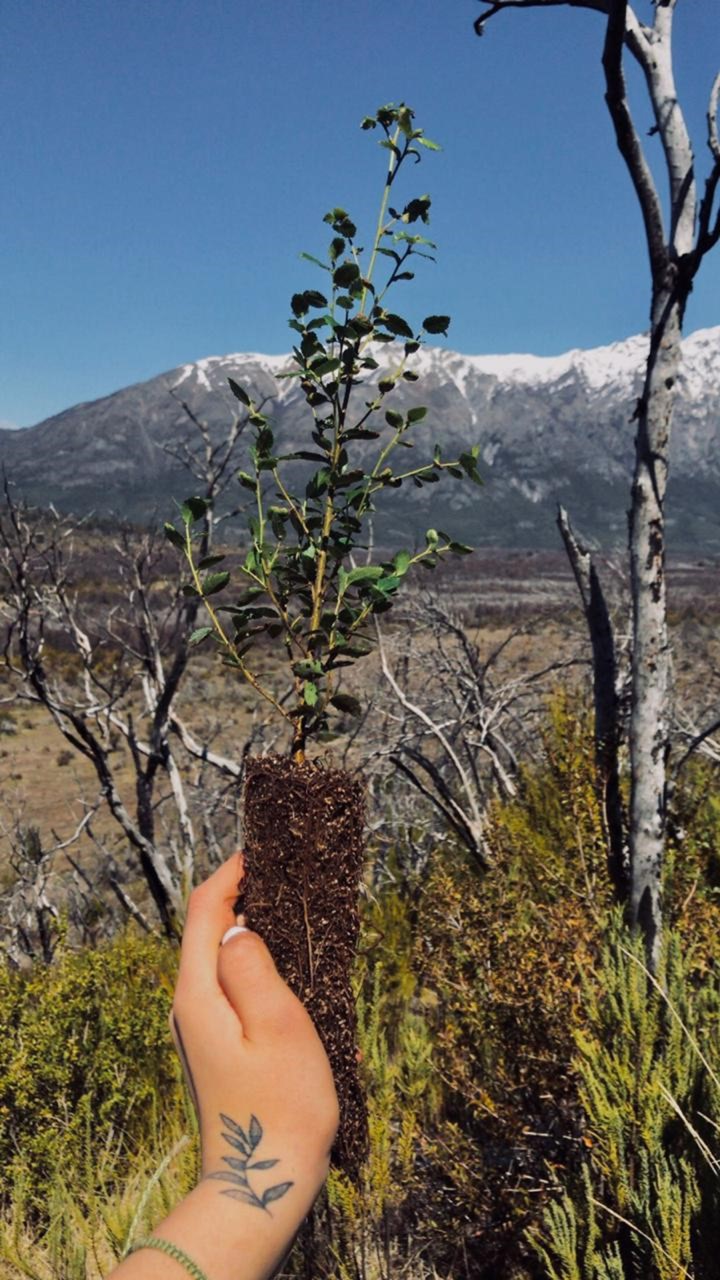
Estudiantes solidarios aprenden Ciencias Naturales y contribuyen a reforestar un Parque Nacional devastado por un incendio. Futalaufquen, Chubut, Argentina.

El aprendizaje-servicio solidario (identificado con la sigla AYSS) es una propuesta educativa que permite a niños, niñas y jóvenes, desarrollar conocimientos, habilidades y competencias a través de una práctica de servicio solidario en, para y con la comunidad. Sus fundamentos didácticos se enmarcan en la pedagogía del aprendizaje-servicio cuya potencialidad para el cambio educativo ha sido reconocida por la UNESCO.
El aprendizaje-servicio solidario se identifica con una concepción de solidaridad superadora de visiones asistencialistas, paternalistas o filantrópicas para apoyarse en una idea de solidaridad horizontal concebida como encuentro e intercambio personal, intercultural e intergeneracional.

## Concepto
El enfoque del aprendizaje-servicio solidario es el resultado de la reflexión sobre la pedagogía del aprendizaje-servicio en América Latina, aunque hoy se expande en el escenario global y ha sido adoptado, por ejemplo, en Europa Central y Oriental. El Centro Latinoamericano de Aprendizaje y Servicio Solidario (CLAYSS), creado en Buenos Aires en 2002, ha sido el primer espacio impulsor de la formación, promoción e investigación del AYSS en la región y un nodo central en la construcción de la Red Iberoamericana de Aprendizaje Servicio (REDIBAS) y otras redes internacionales.
El aprendizaje-servicio solidario se identifica con una actividad educativa formal o no formal que plantea la adquisición de conocimientos junto con la puesta en juego de actitudes y valores a través de la realización de un servicio pensado para atender las necesidades sentidas por las comunidades. Se trata de una propuesta que tiene muchos puntos en común con las metodologías activas tales como el aprendizaje experiencial, el aprendizaje basado en proyectos, el aprendizaje basado en problemas, pero que aporta una novedad: vincular estrechamente el servicio comunitario y el aprendizaje en una actividad educativa articulada y coherente.
El aprendizaje-servicio implica sostener en una misma acción educativa una doble intencionalidad: la intencionalidad pedagógica de mejorar la calidad de los aprendizajes, y la intención solidaria de ofrecer una respuesta participativa y comprometida frente a una necesidad social. El aprendizaje tiene lugar en la intersección de dos tipos de experiencias: por un lado, actividades con objetivos académicos que permiten a los estudiantes tomar contacto con la realidad concreta; y por otro, actividades de servicio comunitario desde campañas solidarias hasta proyectos de desarrollo social.
El AYSS busca superar las visiones asistencialistas y paternalistas de la acción solidaria ligadas a la beneficencia, para desarrollar una solidaridad concebida como encuentro que permite a los destinatarios de la acción ser partícipes activos en la lucha por la justicia, la resolución de los desafíos que se les plantean y la consecución de la autonomía personal y colectiva Por esta razón, el aprendizaje-servicio no es una búsqueda limitada a los privilegiados; sino que todas las personas pueden contribuir a un proceso dialógico de fomento del bienestar en sus comunidades. Se trata de una pedagogía inclusiva, que puede ser protagonizada por niños muy pequeños, personas con capacidades diversas o en situaciones de extrema vulnerabilidad.
Así entendida, la solidaridad que promueve el AYSS se basa en la práctica de actitudes prosociales colectivas de comprensión, escucha activa, aceptación, compromiso, respeto, empatía y reciprocidad. Desde esta visión, los destinatarios de los proyectos de AYSS se consideran coprotagonistas y no solo beneficiarios del servicio; y los jóvenes que llevan adelante el proyecto son a la vez proveedores y co-beneficiarios en tanto aprenden de la comunidad y en ella. 
De acuerdo con Osman y Petersen, la opción por la solidaridad horizontal implica elegir activamente entre un aprendizaje-servicio como beneficencia y un aprendizaje-servicio como cambio social, estrechamente alineado con un programa de justicia social cuyo fin es trabajar hacia una sociedad en la que individuos y grupos accedan a un trato equitativo y una justa participación en las oportunidades y beneficios de la sociedad.
El AYSS se diferencia de otras prácticas educativas solidarias o que involucran a los estudiantes con la realidad de su comunidad (trabajos de campo, voluntariado, campañas solidarias) por promover la planificación intencionada de la articulación entre el servicio comunitario y los objetivos de aprendizaje curricular.
Se han propuesto diversos itinerarios para planificar los proyectos de AYSS como los formalizados por el Ministerio de Educación argentino, CLAYSS, el Ministerio de Educación de Chile o la Fundación Zerbikas en el País Vasco.

## Componentes del AYSS
Todo proyecto de aprendizaje-servicio solidario tiene, al menos, tres componentes fundamentales:
- Servicio solidario: Las actividades que se despliegan en el marco de un proyecto de AYSS están destinadas a atender de forma acotada y eficaz necesidades reales y sentidas por las comunidades. Las acciones son desarrolladas “junto con” la comunidad y no sólo “para” ella, apuntando a su activa participación en los procesos de diagnóstico, planeamiento, ejecución y evaluación, más como coprotagonistas que como “destinatarios” de la acción solidaria.[23]
- Protagonismo juvenil: El aprendizaje-servicio es una propuesta de aprendizaje activo y, por lo tanto, son los estudiantes -más que los docentes- quienes deben protagonizar y hacer propias las actividades que demanda la implementación de los proyectos. La participación estudiantil tiene lugar en todas las etapas de diseño y gestión de la práctica solidaria, incluyendo el diagnóstico, el planeamiento, la ejecución, la reflexión, la evaluación y la sistematización de la experiencia. El protagonismo, por otro lado, no refiere solo a que la voz de los jóvenes sea escuchada y considerada por los docentes y autoridades, sino también a que puedan presentar y liderar iniciativas o compartir la gestión y la evaluación de las actividades.[24] Por esta razón, el aprendizaje-servicio es una herramienta valiosa para la  concreción y facilitación del liderazgo estudiantil.[25]
- Articulación intencionada con los contenidos de aprendizaje: Los proyectos de AYSS articulan explícitamente el servicio con el aprendizaje de contenidos curriculares propios del perfil profesional a formar. Las prácticas son planificadas en modo de permitir la adquisición y puesta en juego de saberes disciplinares y/o multidisciplinares en contextos de atención a problemas reales; el desarrollo de habilidades cognitivas, comunicativas y socioemocionales, así como competencias para la investigación.[26][27]

## Tipos de servicio solidario
Los proyectos de aprendizaje-servicio pueden promover intervenciones sociales de diverso tipo:
- Atención directa de necesidades sociales: Este tipo de servicio conlleva aplicar saberes y destrezas para la atención de necesidades puntuales, por ejemplo, campañas de recolección de bienes de primera necesidad; elaboración de productos diversos o provisión de equipamiento en función de necesidades comunitarias. Las campañas de difusión que apuntan a sensibilizar a la población y/o a los gobiernos locales acerca de la importancia/urgencia que demanda la atención de determinados problemas también forman parte de este tipo de intervención.[1]
- Intercambio y transferencia de saberes: Implica construir una mirada de mediano y largo plazo buscando atender problemas estructurales de las comunidades y haciendo sustentable la intervención a través de la formación de recursos humanos como por ejemplo, en un programa de asesoramiento a emprendedores.[4]
- Promoción del desarrollo local: El aprendizaje-servicio solidario resulta una óptima vía de trabajo hacia el desarrollo de las comunidades en múltiples dimensiones: social, cultural, económica, política y ambiental. Los proyectos que colaboran en la gestión de emprendimientos sustentables o en la solución de problemáticas ambientales, por ejemplo, no solo ayudan a mejorar la calidad de vida de las comunidades sino que fortalecen la densidad del tejido social, consolidan los intercambios y crean redes que dan sustento a la transformación social en el largo plazo.[9]

Cualquiera de los tres abordajes permite la articulación entre aprendizajes y actividades solidarias, si bien en general los dos últimos permiten poner en juego saberes más complejos. Acciones como la mejora en la calidad del agua en una comunidad, el fomento de emprendimientos productivos o el desarrollo de estrategias para valorizar el patrimonio histórico suelen involucrar no sólo tiempos más largos, sino también conocimientos más complejos y un mayor grado de alianzas con otros actores comunitarios.

## Aportes del enfoque
En los últimas décadas, y asociada a una demanda creciente de transformación de los sistemas educativos formales para hacer frente a los desafíos contemporáneos y a la necesaria promoción de  una  ciudadanía  activa  y democrática, el aprendizaje servicio solidario ha cobrado enorme impulso en todos los niveles educativos por ser una poderosa metodología para promover aprendizajes significativos, desarrollar asociaciones más  profundas  entre  la  comunidad  y fortalecer  el  compromiso  cívico de niños, adolescentes y jóvenes. La investigación reciente en el campo da cuenta de que los proyectos de aprendizaje-servicio solidario:
- fortalecen la calidad educativa, porque la solución de problemas concretos demanda poner en escena más conocimientos que los que demandan las evaluaciones convencionales y porque en el terreno se adquieren competencias y habilidades de diverso tipo, no solo las ligadas a los saberes disciplinares específicos;
- educan para la ciudadanía, porque no se agotan en el diagnóstico o la denuncia, sino que avanzan en el diseño y ejecución de acciones transformadoras de la realidad;[31][32]
- son prácticas inclusivas porque alientan la participación de todos los estudiantes incluso en condiciones de máxima vulnerabilidad y contribuyen a superar la pasividad al comprometerse activa y eficazmente en proyectos de desarrollo local. Hay estudios que muestran el impacto de los buenos proyectos de aprendizaje-servicio en la retención e inclusión escolar;[33][34]
- permiten articular redes entre la institución educativa y las organizaciones de la comunidad, lo cual facilita la tarea docente y permite encontrar soluciones conjuntas a problemas comunes.
- cambian la mirada social hacia niños, niñas, adolescentes y jóvenes, que dejan de ser un “problema” o “la esperanza del mañana” para convertirse en activos protagonistas del presente.